# Бокс на літніх Олімпійських іграх 1988
Змагання з боксу на літніх Олімпійських іграх 1988 проходили з 17 вересня по 2 жовтня. Було розіграно 12 комплектів нагород. Участь у турнірі не брали боксери із Куби через бойкот Олімпіади країною. 
Цей турнір з боксу запам'ятався суперечливим рішенням суддів у фінальному бою між Роєм Джонсом та Пак Сі Хуном, в якому перемогу віддали корейцю. Щоб якось пом'якшити скандал, МОК віддав кубок Вела Баркера, що вручається найтехнічнішому боксеру Олімпійських ігор, Рою Джонсу.

## Медалі

### Загальний залік
| Місце | Країна            | Золото | Срібло | Бронза | Загалом |
| ----- | ----------------- | ------ | ------ | ------ | ------- |
| 1     | США               | 3      | 3      | 2      | 8       |
| 2     | Південна Корея    | 2      | 1      | 1      | 4       |
| 3     | НДР               | 2      | 1      | 0      | 3       |
| 4     | СРСР              | 1      | 1      | 2      | 4       |
| 5     | Канада            | 1      | 1      | 1      | 3       |
| 6     | Болгарія          | 1      | 1      | 0      | 2       |
| 7     | Кенія             | 1      | 0      | 1      | 2       |
| 8     | Італія            | 1      | 0      | 0      | 1       |
| 9     | Швеція            | 0      | 1      | 1      | 2       |
| 10    | Румунія           | 0      | 1      | 0      | 1       |
| 10    | Австралія         | 0      | 1      | 0      | 1       |
| 10    | Франція           | 0      | 1      | 0      | 1       |
| 13    | Польща            | 0      | 0      | 4      | 4       |
| 14    | Філіппіни         | 0      | 0      | 1      | 1       |
| 14    | Угорщина          | 0      | 0      | 1      | 1       |
| 14    | Мексика           | 0      | 0      | 1      | 1       |
| 14    | Колумбія          | 0      | 0      | 1      | 1       |
| 14    | Тайланд           | 0      | 0      | 1      | 1       |
| 14    | Марокко           | 0      | 0      | 1      | 1       |
| 14    | Монголія          | 0      | 0      | 1      | 1       |
| 14    | Західна Німеччина | 0      | 0      | 1      | 1       |
| 14    | Велика Британія   | 0      | 0      | 1      | 1       |
| 14    | Пакистан          | 0      | 0      | 1      | 1       |
| 14    | Югославія         | 0      | 0      | 1      | 1       |
| 14    | Нідерланди        | 0      | 0      | 1      | 1       |

### Медалісти
| Event                  | Золото                              | Срібло                              | Бронза                                 |
| ---------------------- | ----------------------------------- | ----------------------------------- | -------------------------------------- |
| До 48 кг докладніше    | Івайло Марінов · Болгарія (BUL)     | Майкл Карбахаль · США (USA)         | Леопольдо Серантес · Філіппіни (PHI)   |
| До 48 кг докладніше    | Івайло Марінов · Болгарія (BUL)     | Майкл Карбахаль · США (USA)         | Роберт Ішасегі · Угорщина (HUN)        |
| До 51 кг докладніше    | Кім Гван Сон · Південна Корея (KOR) | Андреас Тевс · НДР (GDR)            | Маріо Гонсалес · Мексика (MEX)         |
| До 51 кг докладніше    | Кім Гван Сон · Південна Корея (KOR) | Андреас Тевс · НДР (GDR)            | Тімофей Скрябін · СРСР (URS)           |
| До 54 кг докладніше    | Кеннеді Маккінні · США (USA)        | Александр Христов · Болгарія (BUL)  | Хорхе Елісер Хуліо · Колумбія (COL)    |
| До 54 кг докладніше    | Кеннеді Маккінні · США (USA)        | Александр Христов · Болгарія (BUL)  | Пхачон Мунсан · Таїланд (THA)          |
| До 57 кг докладніше    | Джованні Парізі · Італія (ITA)      | Даніель Думітреску · Румунія (ROU)  | Лі Дже Хьок · Південна Корея (KOR)     |
| До 57 кг докладніше    | Джованні Парізі · Італія (ITA)      | Даніель Думітреску · Румунія (ROU)  | Абдель Хак Ашик · Марокко (MAR)        |
| До 60 кг докладніше    | Андреас Цюлов · НДР (GDR)           | Джордж Скотт · Швеція (SWE)         | Нергуїн Енхбат · Монголія (MGL)        |
| До 60 кг докладніше    | Андреас Цюлов · НДР (GDR)           | Джордж Скотт · Швеція (SWE)         | Ромалліс Елліс · США (USA)             |
| До 63,5 кг докладніше  | В'ячеслав Яновський · СРСР (URS)    | Грехем Чейні · Австралія (AUS)      | Ларс Мюрберг · Швеція (SWE)            |
| До 63,5 кг докладніше  | В'ячеслав Яновський · СРСР (URS)    | Грехем Чейні · Австралія (AUS)      | Райнер Гіс · ФРН (FRG)                 |
| До 67 кг докладніше    | Роберт Вангіла · Кенія (KEN)        | Лоран Будуані · Франція (FRA)       | Ян Дідак · Польща (POL)                |
| До 67 кг докладніше    | Роберт Вангіла · Кенія (KEN)        | Лоран Будуані · Франція (FRA)       | Кеннет Гулд · США (USA)                |
| До 71 кг докладніше    | Пак Сі Хун · Південна Корея (KOR)   | Рой Джонс · США (USA)               | Рей Дауні · Канада (CAN)               |
| До 71 кг докладніше    | Пак Сі Хун · Південна Корея (KOR)   | Рой Джонс · США (USA)               | Річард Вудголл · Велика Британія (GBR) |
| До 75 кг докладніше    | Генрі Маске · НДР (GDR)             | Егертон Маркус · Канада (CAN)       | Кріс Санде · Кенія (KEN)               |
| До 75 кг докладніше    | Генрі Маске · НДР (GDR)             | Егертон Маркус · Канада (CAN)       | Хусейн Шах · Пакистан (PAK)            |
| До 81 кг докладніше    | Ендрю Мейнард · США (USA)           | Нурмагомед Шанавазов · СРСР (URS)   | Дамір Шкаро · Югославія (YUG)          |
| До 81 кг докладніше    | Ендрю Мейнард · США (USA)           | Нурмагомед Шанавазов · СРСР (URS)   | Генрик Петрич · Польща (POL)           |
| До 91 кг докладніше    | Рей Мерсер · США (USA)              | Пек Хьон Ман · Південна Корея (KOR) | Анджей Ґолота · Польща (POL)           |
| До 91 кг докладніше    | Рей Мерсер · США (USA)              | Пек Хьон Ман · Південна Корея (KOR) | Арнольд Вандерліде · Нідерланди (NED)  |
| Понад 91 кг докладніше | Леннокс Льюїс · Канада (CAN)        | Ріддік Боуї · США (USA)             | Олександр Мірошниченко · СРСР (URS)    |
| Понад 91 кг докладніше | Леннокс Льюїс · Канада (CAN)        | Ріддік Боуї · США (USA)             | Януш Заренкевич · Польща (POL)         |